# Alborada (álbum de Laureano Brizuela)
Alborada es el nombre de un álbum de estudio del cantante mexicano de origen argentino Laureano Brizuela. Fue lanzado al mercado por WEA Latina México el 4 de febrero de 1992.

## Lista de canciones
1. Tiempo para amarte
2. Yo sin ti... Tu sin mi
3. No hay adiós
4. Tiempo compartido
5. Como decírtelo
6. Dos sueños rotos
7. Amor del futuro
8. No somos más que eso
9. Dos en la ciudad
10. Alborada

- Datos: Q5663834